# Río Pance
Río Pance är ett vattendrag i Colombia.   Det ligger i departementet Valle del Cauca, i den västra delen av landet, 300 kilometer sydväst om huvudstaden Bogotá.